# Канюк-отшельник
Канюк-отшельник (лат. Buteo solitarius) — вид хищных птиц из семейства ястребиных. Местное название: ʻio.

## Распространение
Эндемик Гавайских островов, в настоящее время гнездится только на острове Гавайи (он же Большой остров), на деревьях вида Metrosideros polymorpha. Однако ранее эти птицы обитали и на других островах архипелага, об этом свидетельствуют их ископаемые останки.

## Описание
Длина тела примерно от 40 до 46 см. Самка, которая в среднем весит 605 г, крупнее самца, вес которого в среднем составляет 441 г. Существуют две цветовые вариации: темная (темно-коричневая голова, грудь и нижние части крыльев) и светлая (темная голова, светлая грудь и светлые нижние части крыльев). Ноги у взрослых особей желтоватые, а у молодых — зеленоватые. Во время сезона размножения одна особь из пары птиц, возможно, самка, имеет ярко выраженную желтую переднюю «крышку» чуть выше верхней челюсти.

## Биология
Эти птицы защищают свою территорию в течение всего года и издают много шума в брачный период. В кладке только одно (редко до трёх) яиц. Охотятся на разнообразную добычу, в том числе ранее на гавайских воронов, ныне вымерших в дикой природе.